# Municipio de Duell
El municipio de Duell (en inglés: Duell Township) es un municipio ubicado en el condado de Perkins en el estado estadounidense de Dakota del Sur. En el año 2010 tenía una población de 15 habitantes y una densidad poblacional de 0,16 personas por km².

## Geografía
El municipio de Duell se encuentra ubicado en las coordenadas 45°20′18″N 102°38′56″O / 45.33833, -102.64889. Según la Oficina del Censo de los Estados Unidos, el municipio tiene una superficie total de 91.95 km², de la cual 91,62 km² corresponden a tierra firme y (0,36 %) 0,33 km² es agua.

## Demografía
Según el censo de 2010, había 15 personas residiendo en el municipio de Duell. La densidad de población era de 0,16 hab./km². De los 15 habitantes, el municipio de Duell estaba compuesto por el 100 % blancos. Del total de la población el 0 % eran hispanos o latinos de cualquier raza.